# Mamoru Shiragami
Mamoru Shiragami (em japonês:  白神 守; Taiwan, 28 de fevereiro de 1944) é um ex-jogador de voleibol do Japão que competiu nos Jogos Olímpicos de 1968.
Em 1968, ele fez parte da equipe japonesa que conquistou a medalha de prata no torneio olímpico, no qual jogou em todas as nove partidas.